# Nina Aigner
Nina Aigner (nascuda el 20 de juny de 1980) és una antiga jugadora de futbol internacional austríaca. Va jugar tota la seva carrera sènior al Bayern de Munic, i també va jugar a la selecció austríaca entre 1998 i 2006.
Aigner va jugar com a migcampista, però era coneguda per les seves qualitats golejadores. Va ser la segona màxima golejadora de la Bundesliga 2002-03, conjuntament amb Inka Grings.
Actualment exerceix com a entrenadora assistent de la selecció austríaca.